# Raffaello Caserta
Raffaello Caserta (Napoli, 15 agosto 1972) è un ex schermidore italiano, specializzato nella sciabola.
Proveniente dai ranghi del circolo Posillipo, è ora militare nell'Arma dei Carabinieri, sotto la guida dell'allenatore Ferdinando Meglio.

## Palmarès
In carriera ha conseguito i seguenti risultati:
 Giochi olimpici 
Individuale
A squadre
- Bronzo nella sciabola ad Atlanta 1996

 Mondiali 
Individuale
- Argento nella sciabola a La Chaux de Fonds 1998

A squadre
- Oro nella sciabola a L'Aia 1995
- Bronzo nella sciabola a Essen 1993

Europei
Individuale
- Oro nella sciabola a Lisbona 1992
- Oro nella sciabola a Keszthely 1995
- Argento nella sciabola a Cracovia 1994

A squadre
- Argento nella sciabola a Plovdiv 1998
- Bronzo nella sciabola a Bolzano 1999

 Universiadi 
Individuale
A squadre
- Oro nella sciabola a Buffalo 1993
- Oro nella sciabola a Sicilia 1997

 Campionati italiani 
Individuale
- Oro nella sciabola a Livorno 2000

A squadre
- Oro nella sciabola a Livorno 2000

 Altri risultati 
Mondiali giovani
Individuale
- Argento nella sciabola a Genova 1992

A squadre